# ハチ公バス
ハチ公バス（ハチこうバス）は、東京都渋谷区が運行するコミュニティバスの愛称である。正式名称は渋谷区コミュニティバス（しぶやくコミュニティバス）で、愛称の「ハチ公バス」は忠犬ハチ公にちなみ公募によって決定され、利用者向けの案内にも用いられる。
東急バス淡島営業所および京王バス中野営業所に運行を委託している。4ルートが運行されている（2023年11月現在）。

## 概要

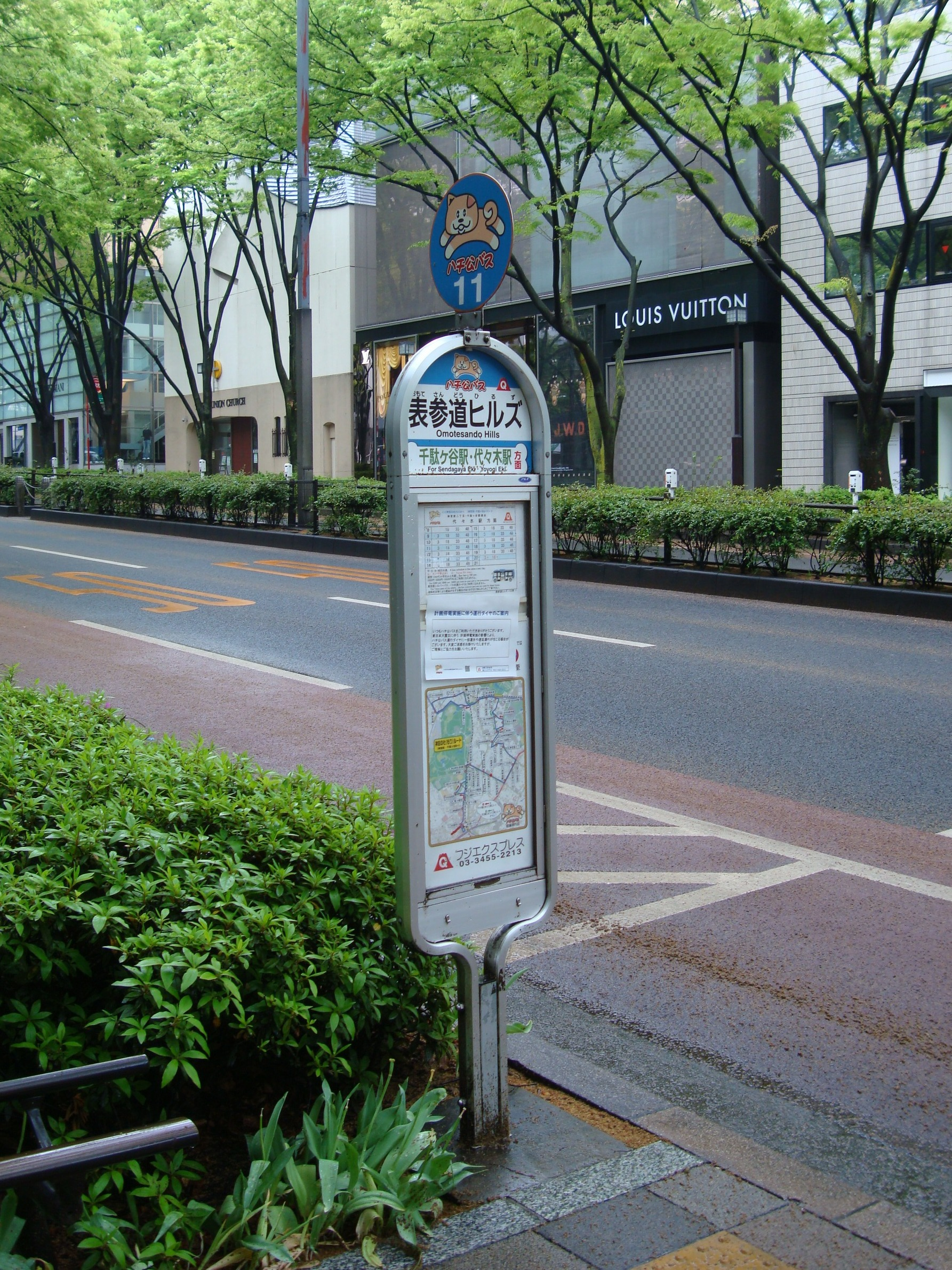
表参道ヒルズ停留所（渋谷区神宮前）

渋谷区内には、各方面からの路線が発着する渋谷駅を中心に東急バスをはじめ、京王バス・都営バス・小田急バス（小田急シティバス）などの事業者によって多数の路線が運行されている。しかしそれらの大半は幹線道路沿いに運行しており、東急トランセが運行する「代官山循環」を除いて住宅地の中へは乗り入れていなかった。区内でも旧来からの住宅街では高齢化が進み、高齢者や障害者などの交通弱者にも利用しやすいコミュニティバスの運行を求める要望が多く寄せられていた。
また、渋谷区の地形は南北に長く、区内北部を走る小田急電鉄小田原線や京王電鉄京王線・京王新線などの鉄道はいずれも新宿駅を起点としており、沿線在住の区民が区内の公共施設へ向かう際には新宿駅などで乗り換えて、渋谷駅経由で向かう必要が生じる場合もあった。このため、区内の公共交通空白地帯を解消しつつ公共施設へのアクセスを確保するコミュニティバス路線の導入に向け、当時の区長だった小倉基がコミュニティバスの検討を指示した。その結果、2000年（平成12年）7月に「渋谷区コミュニティバス導入検討委員会」が設置されて導入の検討が開始、同年8月より一年間に渡って区民からの要望を調査して進められた。
2001年（平成13年）7月には運行開始へ向けて2つのルートが「Aコース」「Bコース」と仮称して発表され、Aコースが区内北部の本町・幡ヶ谷付近を運行するルート、Bコースが区内南部の恵比寿・広尾付近を運行するルートで、2003年（平成15年）3月28日にBルートが「夕やけこやけルート」として、Aコースが2004年（平成16年）9月2日に「春の小川ルート」として開業する。計画の段階で2ルートの運行は決定していたが、Bルートが先行開業したのはAルートに比べて狭隘区間の運行に必要な地域住民と道路管理者や警察などの関係機関との協議が比較的スムーズに進んだためだという。
運行開始に先立ち、2002年（平成14年）1月には両ルートの運行を受託する事業者の選定が行われた。対象となったのは渋谷区内に一般路線を運行する4事業者（東急、京王、都営、小田急）で、当初は1ルートにつき1社として決定された。選定されたのはAルートが京王バス、Bルートが東急バスで、東急バスに関しては2003年（平成15年）11月16日より子会社である東急トランセへ委託された。（2024年（令和6年）4月1日に東急トランセが東急バスに吸収合併された事により再委託は終了している）この結果について区の担当者は「収支面もさることながらコミュニティバスの運行に対する意気込みを重視して選定した」と述べている。なお、運行コストは車両の購入費用も含めて各ルートの運行事業者が負担し、赤字分を区が補助金によって補填する方式となるが、開業時の停留所設置に関係する経費は区が負担する形で運行開始となった。

## 沿革
- 2000年（平成12年）
  - 7月 - 「渋谷区コミュニティバス導入検討委員会」設置[2]。
  - 8月 - 区民を対象に運行に関する調査を開始。
- 2001年（平成13年）7月 - 運行開始に向けて「Aルート」「Bルート」を発表。
- 2002年（平成14年）1月 - 運行事業者の選定を実施、Aルートが京王バス、Bルートが東急バスに決定。
- 2003年（平成15年）
  - 3月28日 - Bルート「夕やけこやけルート」が運行開始、東急バスが受託[3]。
  - 11月16日 - 「夕やけこやけルート」の運行事業者を東急バスから東急トランセへ管理委託。
- 2004年（平成16年）9月2日 - Aコース「春の小川ルート」が運行開始、京王バス東（当時）が受託[4][5]。
- 2008年（平成20年）2月29日 - 「神宮の杜ルート」が運行開始、フジエクスプレスが受託[6]。
- 2010年（平成22年）6月 - 渋谷区文化総合センター大和田の完成により「文化総合センター大和田」停留所を開設、「夕やけこやけルート」が同停留所経由へ経路変更。
- 2015年（平成27年）10月13日 - 同日より渋谷区役所庁舎建て替えのため、一部経路の変更および停留所の仮設置、期間限定の乗継対応を行う。
- 2018年（平成30年）9月30日 - 同日をもって「春の小川ルート」本町付近における添乗員の添乗を終了。
- 2019年（平成31年）1月14日 - 渋谷区役所新庁舎開業によって経路変更、停留所の改廃が実施。乗り継ぎ対応が終了。
- 2021年（令和3年）
  - 11月1日 - 神宮の杜ルートの一部便を、フジエクスプレスから東急バスへ移管。
  - 12月16日 - 神宮の杜ルートからフジエクスプレスが撤退、全便が東急バスによる運行となる。これに伴い、フジエクスプレスが保有するハチ公バス専用車も全車が東急バスへ移籍する。
- 2024年（令和6年）4月1日 - 東急トランセの東急バスへの吸収合併に伴い、「夕やけこやけルート」「神宮の杜ルート」の東急トランセへの管理委託が終了、東急バスによる運行となる。

## 運賃・乗車券類
運賃は大人・小児とも同額で、100円均一となっている。現金および交通系ICカード（PASMO・Suica）などが利用可能である。専用回数券が車内と担当営業所で発売されており、2000円で21枚綴り（2100円分の乗車券）が購入可能である。ただし東京都シルバーパスは利用できず、障害者手帳提示による割引制度も設定されていない。
PASMOについては2007年（平成19年）3月18日にサービスが開始されたが、ハチ公バスでは東急バスが担当する「夕やけ小やけルート」において2009年（平成21年）3月16日より、京王バスの「春の小川ルート」では2010年（平成22年）9月16日より運賃支払いにPASMOが使用できるようになった。2008年（平成20年）2月29日に開業したフジエクスプレスの「神宮の杜ルート」においては、ハチ公バスとしては初めて路線開業時から利用可能となり、2010年（平成22年）7月1日開業の「丘を越えてルート」でも開業時から利用可能となっている。

## 現行路線
停留所は主要停留所のみを記載（停留所番号は省略）。

### 春の小川ルート

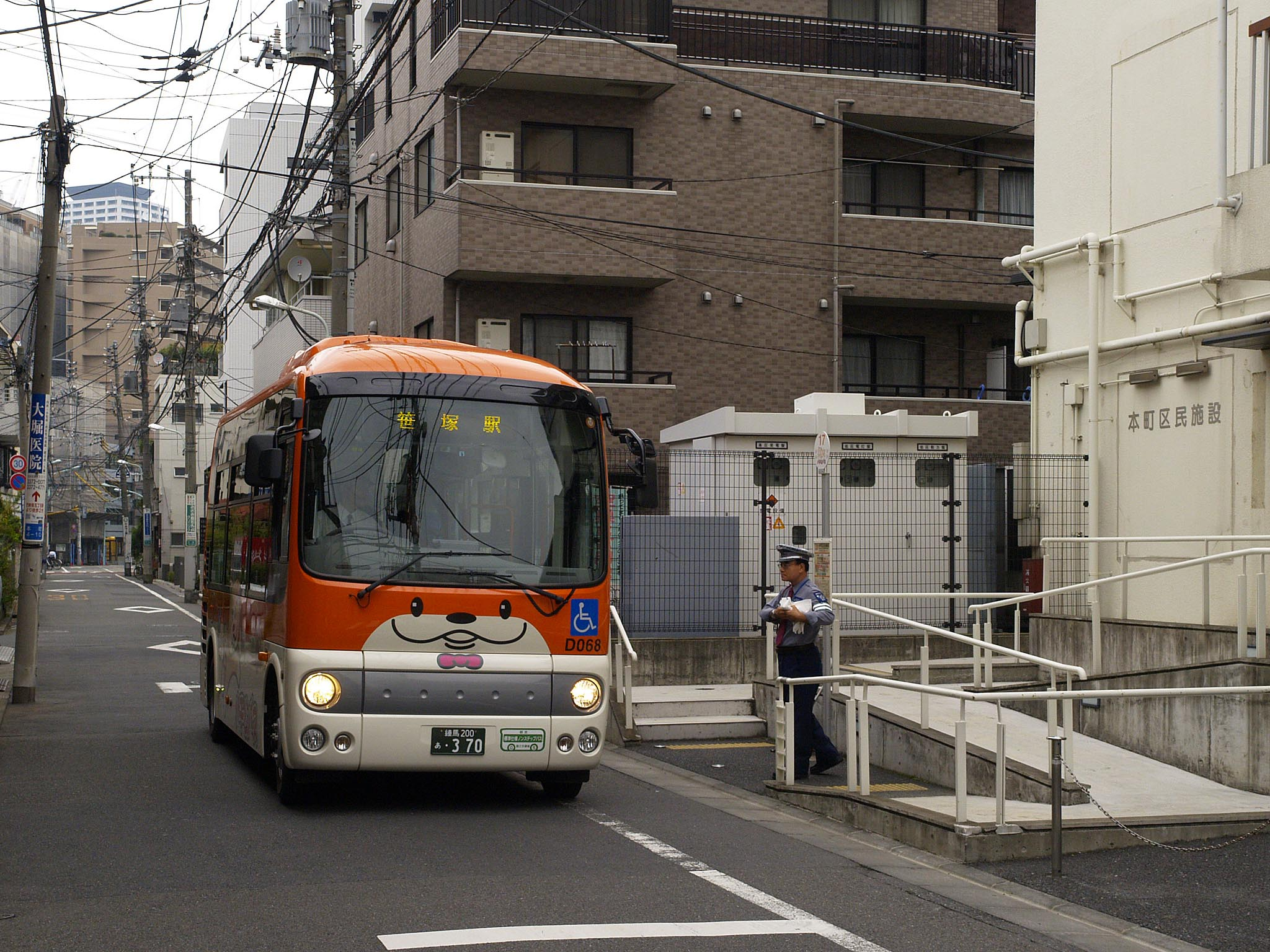
春の小川ルート (D21068)

- 渋谷区役所 → 原宿駅入口 → 代々木八幡駅入口 → 新国立劇場 → 幡ヶ谷不動尊 → 本町幼稚園 → 笹塚こども図書館 → 笹塚駅 → 笹塚三丁目 → 幡ヶ谷不動尊 → 新国立劇場 → 代々木八幡駅入口 → 原宿駅入口 → 渋谷区役所

2004年（平成16年）9月2日運行開始。京王バス中野営業所が運行を受託する。路線名の「春の小川」とは唱歌「春の小川」を作詞した高野辰之が東京府豊多摩郡代々幡村（現・代々木三丁目）に居住し、富ヶ谷を流れていた河骨川が歌のモチーフとされることにちなむ。渋谷区役所を起点に一度原宿駅付近を走行し、渋谷区北西部の富ヶ谷・本町・笹塚地区を約25分間隔で循環運行する。4路線の中では渋谷駅に乗り入れていない唯一の路線だが、同じ京王バス中野営業所が担当する「丘を越えてルート」は反対に渋谷区役所に乗り入れない。幡ヶ谷不動尊から笹塚駅を経て幡ヶ谷不動尊へ戻る区間は変則的な8の字経路での循環運行となっており、幡ヶ谷不動尊を右折して西新宿地区をかすめるように通ったのち左折し、本町付近の狭隘区間を経由して中野通りから甲州街道（国道20号）を右折して笹塚駅へ至る。笹塚駅からは渋66（渋谷駅 - 阿佐ヶ谷駅）の経路を代田橋まで進んだのち右折して環状七号線から離れ、幡ヶ谷不動尊まで一直線で向かうようになっており、笹塚地区から本町地区方面は乗車したまま直接向かうことが不可能である。このため、両方向が経由する「幡ヶ谷不動尊」停留所において笹塚駅からの便から本町地区方面（笹塚駅行き）の便に乗り継ぐことを可能としており、その場合は降車時に乗務員から「乗継券」を受け取り、乗継先のバスに乗車する際に運賃箱へ投入すれば運賃は不要となる。本町地区においては都内のコミュニティバス路線の中でも特に狭隘路線となっていたため、対向車両が来た場合や路上駐車などがあると通行できない恐れがあることから、本町区民施設 - 六号大通り間には誘導する交通整理員が添乗していたが、2018年（平成30年）9月30日を最後に添乗が廃止された。
2012年（平成24年）10月1日に笹塚地区の経路変更とダイヤ改正が行われ、約30分間隔だったものが約25分間隔に増便された。

### 夕やけこやけルート

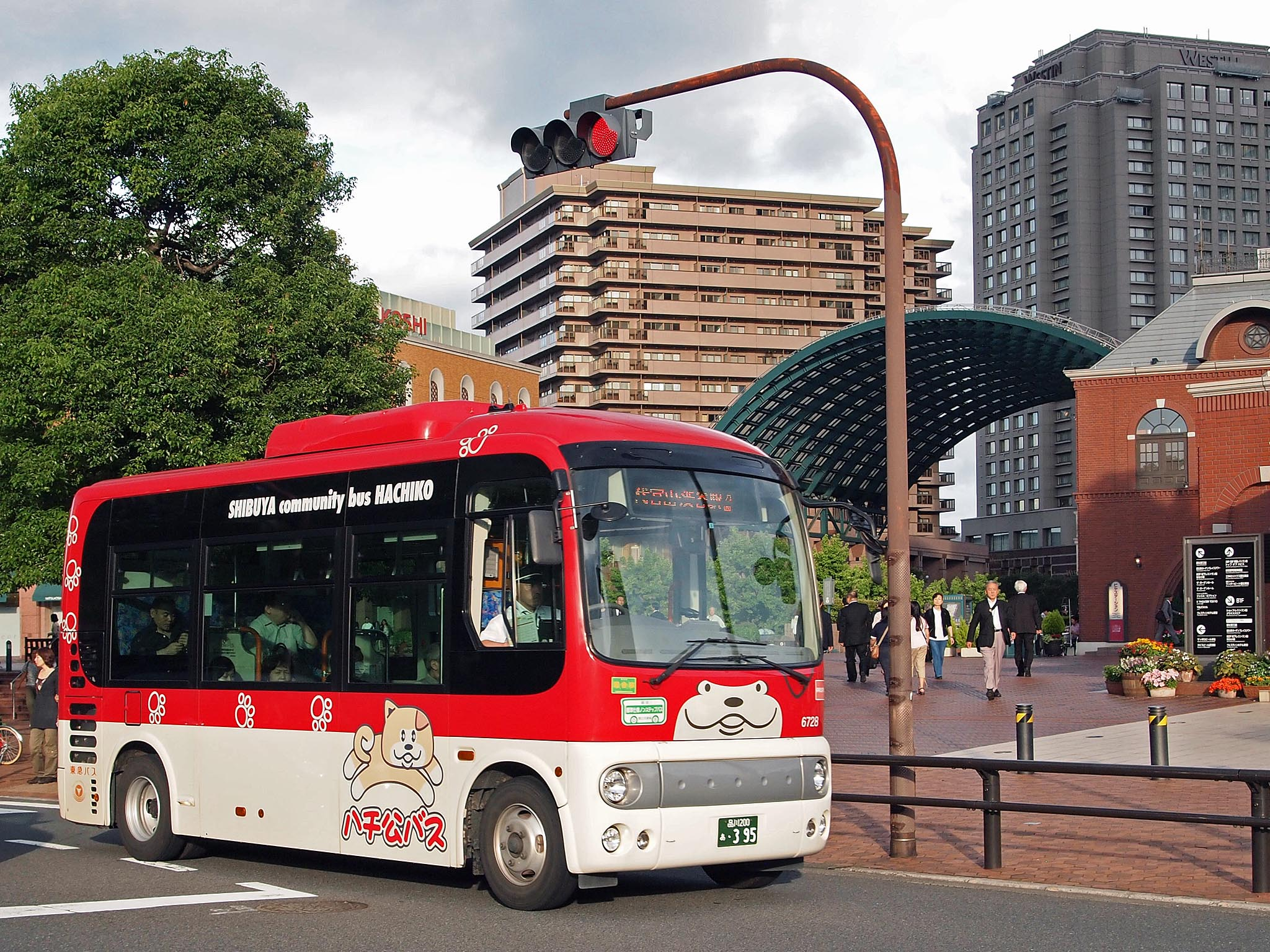
夕やけこやけルート (A6728)

- 渋谷区役所 → 国立代々木競技場 → 宮下公園前 → 渋谷駅ハチ公口 → 文化総合センター大和田 → 渋谷駅東口 → 青山学院西門 → 渋谷車庫前 → 恵比寿駅東口 → 豊沢児童遊園地 → 恵比寿四丁目 → 恵比寿ガーデンプレイス → 恵比寿駅入口 → 代官山駅 → 文化総合センター大和田 → 渋谷駅西口 → 国立代々木競技場 → 渋谷区役所（平日・土曜運行）
- 渋谷区役所 → 国立代々木競技場 → 宮下公園前 → 渋谷駅ハチ公口 → 文化総合センター大和田 → 渋谷駅東口 → 青山学院西門 → 渋谷車庫前 → 恵比寿駅東口 → 広尾一丁目 → 恵比寿四丁目 → 恵比寿ガーデンプレイス → 恵比寿駅入口 → 代官山駅 → 文化総合センター大和田 → 渋谷駅西口 → 国立代々木競技場 → 渋谷区役所（日曜・祝日運行）
- 渋谷区役所 → 国立代々木競技場 → 宮下公園前 → 渋谷駅ハチ公口 → 文化総合センター大和田 → 渋谷駅東口 → 青山学院西門 → 渋谷車庫前 → 恵比寿駅東口 → 豊沢児童遊園地 → 恵比寿四丁目 → 恵比寿ガーデンプレイス → 恵比寿駅入口 → 代官山駅 → 文化総合センター大和田 → 渋谷駅西口（平日・土曜運行）
- 渋谷区役所 → 国立代々木競技場 → 宮下公園前 → 渋谷駅ハチ公口 → 文化総合センター大和田 → 渋谷駅東口 → 青山学院西門 → 渋谷車庫前 → 恵比寿駅東口 → 広尾一丁目 → 恵比寿四丁目 → 恵比寿ガーデンプレイス → 恵比寿駅入口 → 代官山駅 → 文化総合センター大和田 → 渋谷駅西口（日曜・祝日運行）
- 渋谷駅東口 → 青山学院西門 → 渋谷車庫前 → 恵比寿駅東口 → 豊沢児童遊園地 → 恵比寿四丁目 → 恵比寿ガーデンプレイス → 恵比寿駅入口 → 代官山駅 → 文化総合センター大和田 → 渋谷駅西口 → 国立代々木競技場 → 渋谷区役所（土曜・休日運休）

2003年（平成15年）3月28日運行開始。ハチ公バスで最も早く開業したのが当路線である。運行は東急バス淡島営業所が受託しており、日中時間帯は20分間隔、その他の時間帯は15～30分間隔となる。運行開始当初は当路線のみだったことから路線名は無かったが、2004年（平成16年）9月に前述の「春の小川ルート」が運行を開始したことと、いずれも同型の車両を使用する事や、起終点が同じ渋谷区役所であることから乗客の誤乗を防止するために「夕やけこやけルート」の愛称が付与された。この愛称は童謡「夕焼小焼」の作曲者である草川信が渋谷区立長谷戸小学校で音楽教師を担当しており、同路線がその近くを通ることにちなむ。なお、東急バス車内における路線名は「渋谷循環線」である。
渋谷区役所を起終点として渋谷駅ハチ公口を経由したのち、渋谷区南部の恵比寿・代官山方面を広範囲に循環運行する。日曜・祝日は車両通行止めの区間が存在することから広尾一丁目経由の迂回経路で運行される。経路が8の字を描くようになっているため、目的によっては大回りを強いられることもある。このために両方向の路線が交わる「恵比寿区民施設」停留所で乗り継ぎが可能と案内しており、乗り継ぎの場合は降車時に乗務員から「乗継券」を受け取り、乗継先のバスに乗車する際に運賃箱へ投入すれば運賃は不要となる。平日早朝の始発2便は渋谷駅東口から運行を始め、全日夕方以降の一部便は渋谷区役所や渋谷駅西口で運行を打ち切り、循環せずに回送で入庫する。
2010年（平成22年）6月の渋谷区文化総合センター大和田完成により、鉢山町交番 - JT前（JT東京支社の最寄り停留所）間に「文化総合センター大和田」停留所が新設された。なお、渋谷区文化総合センター大和田には渋谷駅ハチ公口との間を直接結ぶ「大和田シャトル」がフジエクスプレスによって運行されている。

### 神宮の杜ルート

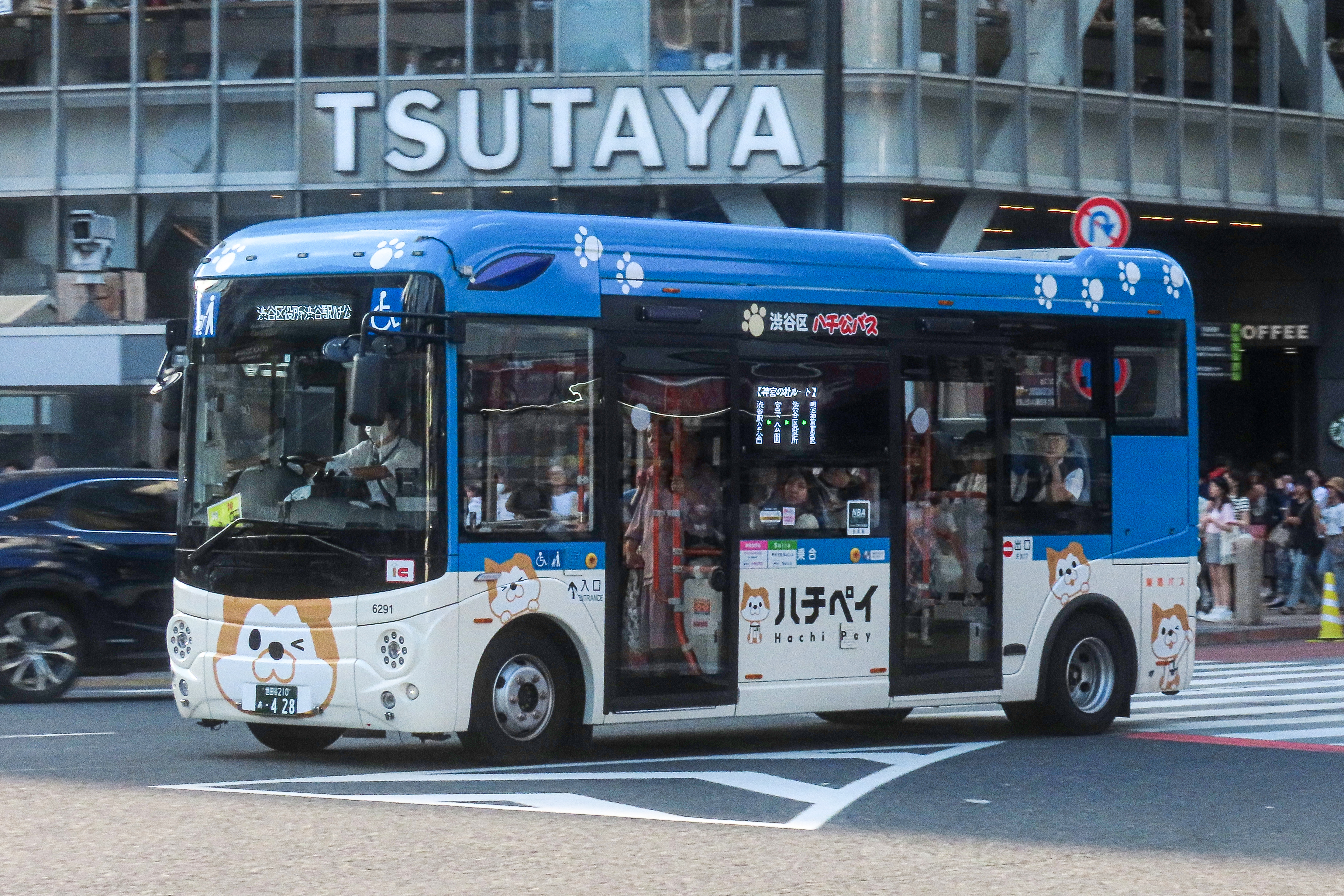
神宮の杜ルート (A6291)

- 渋谷駅西口 - 渋谷区役所 - 明治神宮（原宿駅） - 明治神宮前駅 - 表参道ヒルズ - 表参道駅 - 南青山三丁目交差点 - 千駄ヶ谷駅 - 国立能楽堂 - 北参道交差点 -（参宮橋→）- 代々木駅
- 渋谷駅西口 - 渋谷区役所 - 表参道ヒルズ - 表参道駅 - 南青山三丁目交差点 - 千駄ヶ谷駅 - 国立能楽堂 - 北参道交差点 -（参宮橋→）- 代々木駅（正月三が日のみ運行）

2008年（平成20年）2月29日運行開始。東急バス淡島営業所が運行受託する。ルート名は公募で命名されたもので、ハチ公バスでは唯一楽曲のタイトルを借用していない。運行開始当初から2021年（令和3年）10月まではフジエクスプレスが運行を担当していたが、翌月から段階的に東急バスへ移管していき、同年12月16日に全便が東急バスへ移管された。表参道駅 - 南青山三丁目交差点間にはフジエクスプレスが引き続き運行している港区コミュニティバス「ちぃばす」の「青山ルート」と路線が重複しており、停留所もほぼ同様のデザインの停留所が設置されている。
渋谷駅西口を起点に渋谷区役所を経由して渋谷区北東部の原宿・表参道・千駄ヶ谷・代々木方面を循環運行する。他路線と異なり上下でほぼ同じ経路となっていることと、正月三が日は混雑による遅延を防止するために「明治神宮」「明治神宮前駅」の停留所が通過する。現在この路線が走る明治神宮 - 表参道間では、大正時代に開業した路線バス「表参道バス」が運行されていた。

### 丘を越えてルート

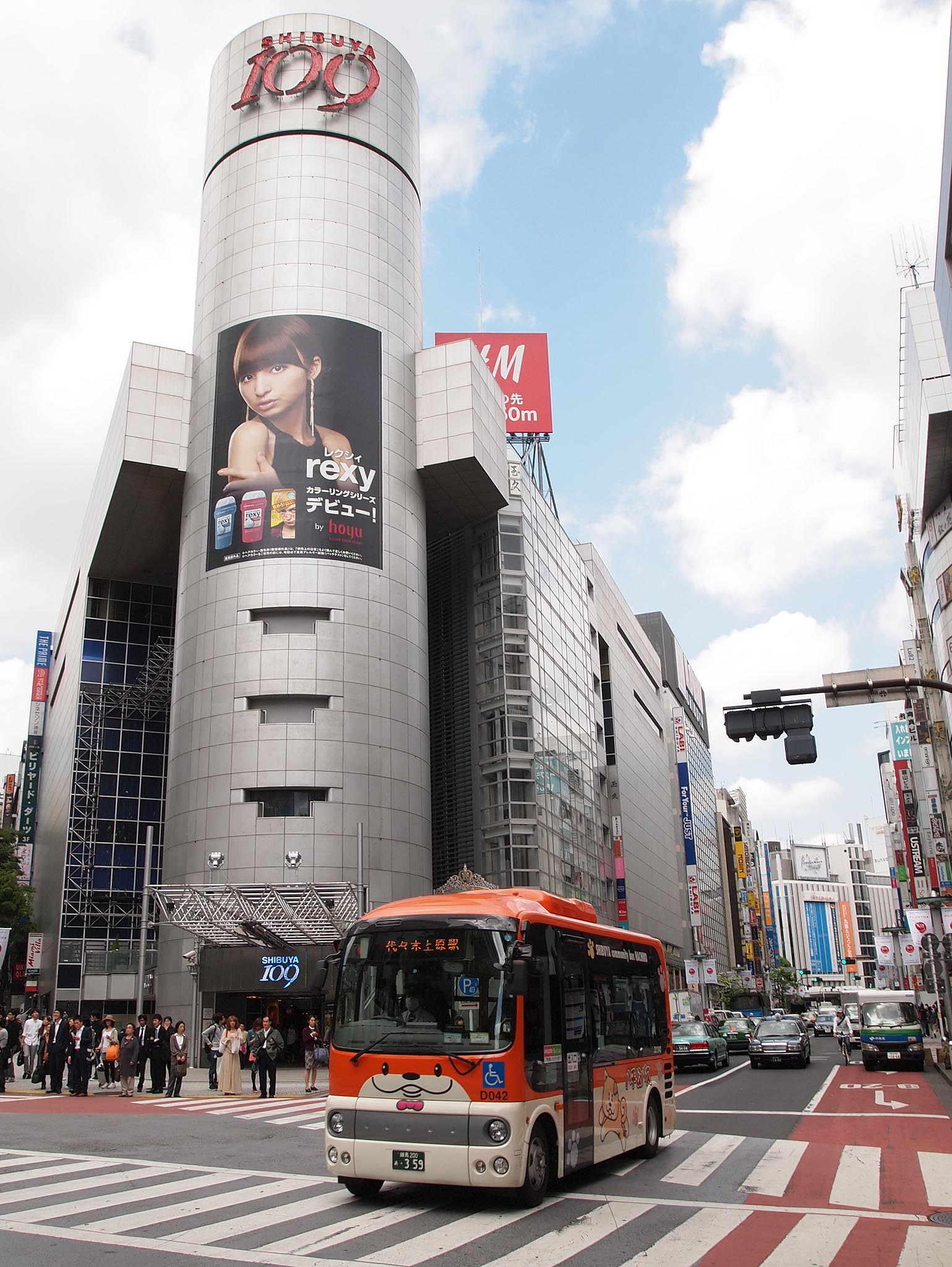
丘を越えてルート (D21042)

- 渋谷駅西口 → 東急百貨店本店前 → 東大裏 → 富ヶ谷交差点 → 上原一丁目 → 古賀音楽博物館 → 代々木上原駅 → 上原小学校 → 望星高校 → 富ヶ谷 → 東急百貨店本店前 → 渋谷駅西口

2010年（平成22年）7月1日に新設されたハチ公バスの中で最も新しい路線で、運行担当は京王バス中野営業所である。ルート名は公募によるもので、古賀政男が居住していた渋谷区上原に建設された「古賀政男音楽博物館」にちなみ、古賀の代表曲の一つである「丘を越えて」から命名された。渋谷駅西口を起点として区西部の富ヶ谷・上原地区を経由して戻る循環路線だが、渋谷駅西口で運行を打ち切るために渋谷駅西口を跨いだ乗車はできない。4ルートの路線では渋谷区役所に乗り入れない唯一の路線だが、同じ京王バス中野営業所が担当する「春の小川ルート」は反対に渋谷駅へは乗り入れない。当ルートを利用して渋谷区役所へ向かう場合は「富ヶ谷」停留所で「春の小川ルート」の渋谷区役所方面へ乗り継げることが可能と案内されており、乗り継ぎの場合は降車時に乗務員から「乗継券」を受け取り、乗継先のバスに乗車する際に運賃箱へ投入すれば運賃は不要となる。しかしながら両ルートの運行間隔が異なるため、タイミングによっては20分以上も渋谷区役所方面の便を待つこともあるなど、無賃への乗り継ぎ利用が可能とはいえ乗り継ぎの便が良いとは言い難いという時間設定となっている。反対に早ければ渋谷駅西口行きを1分待つこともあり、無賃での乗り継ぎ利用が不可能とはいえ乗り継ぎには丁度良い時間設定となっている。なお、当ルートの代々木上原駅方面は富ヶ谷停留所を経由しないため、「春の小川ルート」から代々木上原駅方面への乗り換えはできない。
渋谷駅西口ターミナル整備工事の進捗により、2021年（令和3年）10月17日より渋谷駅西口停留所が井の頭線入口の横から西武百貨店前に移設され、それに伴い渋谷駅西口 → 東急百貨店本店前間の経路が文化村通り経由から井の頭通り経由に変更された。

## 過去の路線

### 渋谷区役所庁舎建替えに伴う措置
庁舎建替えを行うにあたり、区役所は宮下公園近くの美竹の丘付近の仮庁舎へ移転していた。区役所を訪れるハチ公バス利用者の便宜を図るため、2015年10月13日より2019年1月14日まで以下の措置が行われていた。
- 夕やけ小やけルートは、渋谷区役所と渋谷駅間で、仮庁舎前に設置された「渋谷区役所仮庁舎前」停留所経由に経路変更された。
- 神宮の杜ルートは、渋谷駅行のみ渋谷区役所と渋谷駅間で明治通り経由に経路変更された。(「宮下公園前」停留所が仮庁舎の最寄)
- 次の各ルートの乗継ぎを運賃を再度支払うことなく可能とした。[注 5]
  - 夕やけ小やけルート → 春の小川ルート / 神宮の杜ルート
  - 春の小川ルート → 夕焼け小焼けルート

- 無料乗り継ぎについては区役所訪問者のための措置であるため、以下の条件があった。

1. 「渋谷区役所仮庁舎前」停留所利用者に限る
2. 運賃を支払ったルートで乗継券を受け取ること
3. 乗継ぎを行えるのは「渋谷区役所」停留所のみ

2019年1月15日に旧庁舎の場所に新庁舎が開庁したため、1月14日をもって上記の措置は終了した（なお、仮庁舎の場所に一部の部署が引き続き残り、2021年8月31日まで分庁舎として機能していた）。
ただし、変更された経路はそのままで、以下の停留所名の変更が行われた。
- 夕やけ小やけルート：「渋谷区役所仮庁舎前」→ 「美竹の丘」（2021年8月31日をもって仮庁舎は完全廃止となり、それに伴い「美竹の丘」も同日をもって廃止、併せて経路も仮庁舎開庁前の状態に戻された。）
- 神宮の杜ルート：「宮下公園前（渋谷区役所仮庁舎入口）」→「宮下公園前」

## 車両

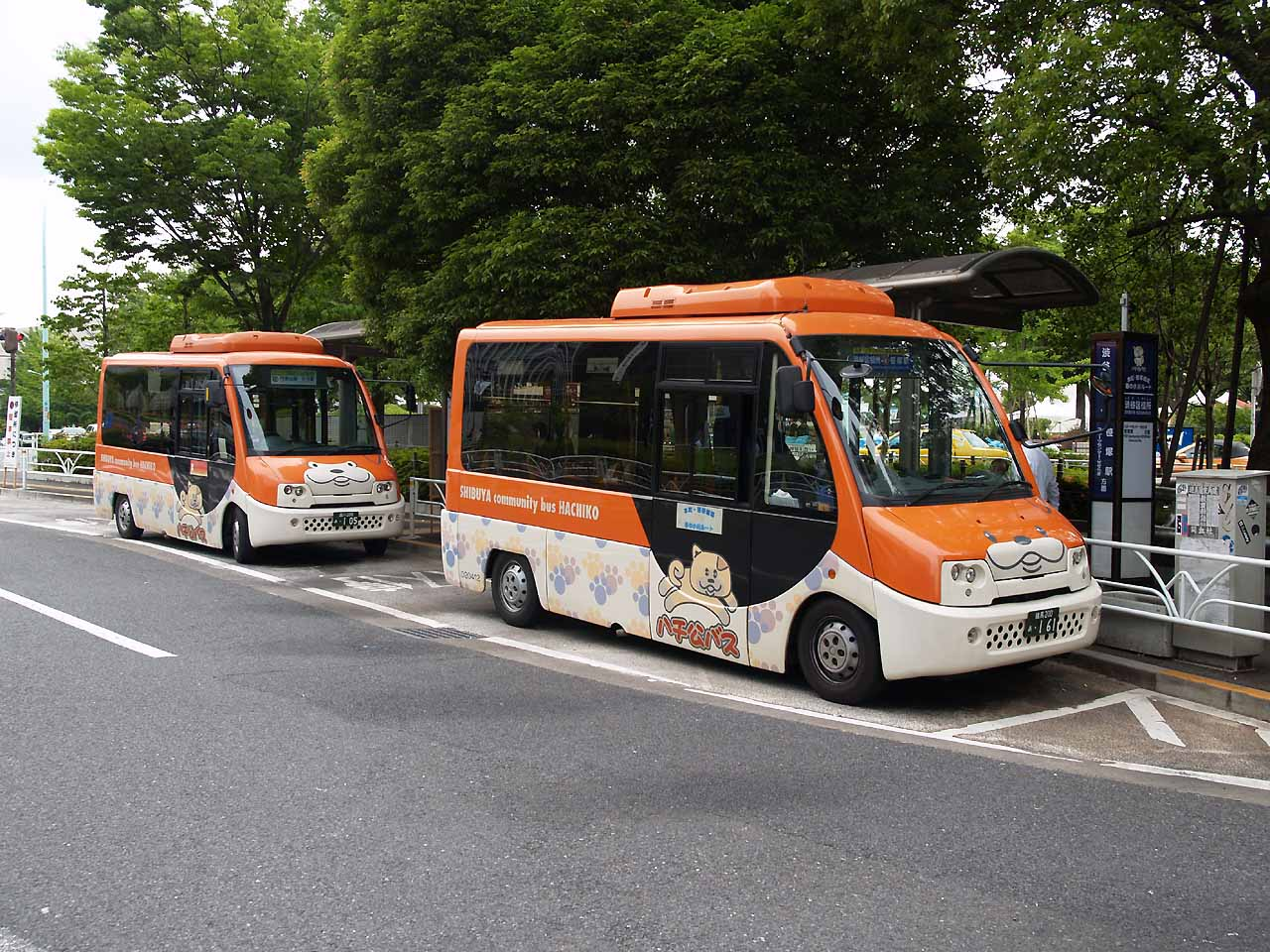
春の小川ルート（手前）と夕やけこやけルートの車両が並ぶ（2007年5月）

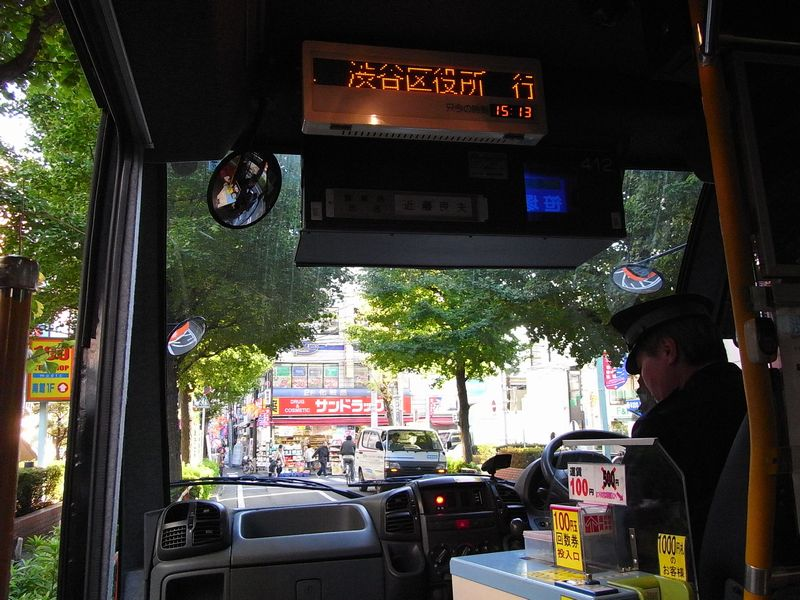
運転席

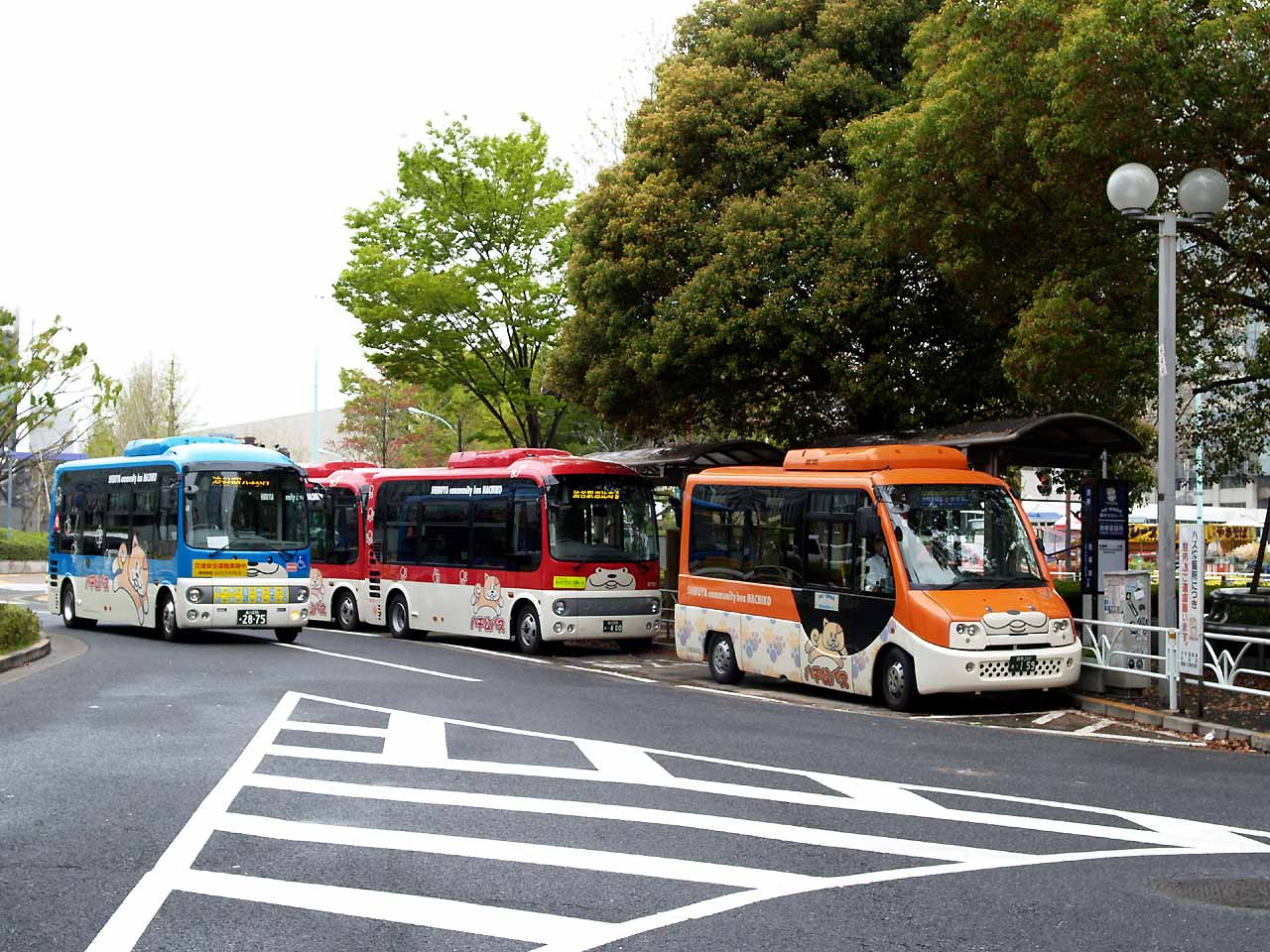
京王の初代車両（オレンジ）と、東急の新型車両（赤）が混在している時代
2008年4月13日、渋谷区役所前

運行から撤退したフジエクスプレスも含めて、いずれの車両にも「ハチ公バス」のロゴと忠犬ハチ公をモチーフとしたキャラクターのイラストが描かれており、犬の足跡を散りばめたラッピングが施されている。ハチ公のキャラクターデザインはマンガ太郎によるものである。一部には渋谷区をPRするキャラクター「渋谷区の妖精あいりっすん」（渋谷区の花であるハナショウブの英名「アイリス」から）のイラストが描かれたラッピング車両も存在するほか、渋谷区独自のキャッシュレス決済アプリ「ハチペイ」のラッピング車もある。
運行開始当初よりバリアフリーのため、ノンステップバスの専用車が導入されている。

### 現行車両
- 現行車両：日野・ポンチョ（HX系） - 「ハチ公バス」全路線にて運用
- 現行車両：EVモーターズ・ジャパン・F8 series4（Mini Bus） - 「神宮の杜ルート」で運用

運行開始当初よりバリアフリーのためにノンステップバスの専用車が導入され、「夕やけこやけルート」「春の小川ルート」では初代車両として日野自動車製のノンステップバス「日野・ポンチョ（初代）」が導入された。塗装は東急バス・京王バスどちらもオレンジ色で外観上は大きな差が見られず、両者の違いはハチ公の顔の表情に表れている。京王バスの車両ではハチ公の眼が丸くなっているほか顔回りの塗装がオレンジ色となっているのに対し、東急バスの車両はボンネットのクリーム色の面積が広範囲でハチ公の眼の周りまでクリーム色となっている。表情や塗装が異なる理由は、塗装を各事業者で独自に実施しており、「春の小川ルート」の運行開始時にハチ公の表情が見直され、顔回りのデザインが僅かながら更新されたためという。
2003年（平成15年）3月に「夕やけこやけルート」の開業当初に用意されたのは日野・ポンチョ（初代）（定員19名）が6台（4月12日までは4台）配置され、5台が営業で用いられて1台が予備車の体制をとっていた。2008年（平成20年）から2代目専用車として日野・ポンチョ（HX系）に順次代替され、同年3月までに初代車は全車が引退した。その際に担当会社ごとにカラーリングを分けるよう変更されており、東急バスの車両は赤色に変更されている。2018年（平成30年）には日野・ポンチョ（現行車種）が3代目車両として導入され、2代目専用車の一部を代替している。
京王バスでは2004年（平成16年）の「春の小川ルート」開業時に日野・ポンチョ（初代）を導入したが、2010年（平成22年）の「丘を越えてルート」の開業時に初代車両が日野・ポンチョ（HX系）に順次置き換えられ、同年9月16日までに代替された。2012年（平成24年）に同じく日野・ポンチョのショートボディ（D21209号車）が1台増車され、現在では8台が配置（2010年式7台、2012年式1台）され、7台が営業で用いられて1台が予備車の体制となっている。2019年（令和元年）10月までは永福町営業所が担当しており、その頃は専用車の点検時などに代走車として、京王バス色の共通予備車のうち日野・リエッセ（D21038号車）や、かつて在籍していた三菱ふそう・エアロミディMEが代走する場合があった。なお、初代車両の代替時期が早かったのは東急バスで、東急の新車と京王の初代車両が混在している時期が存在したため、その頃は東急の2代目車両を赤色に変更し、京王の車両は開業当初のオレンジ色のままとされた。
2008年（平成20年）2月29日に開業した「神宮の杜ルート」では、フジエクスプレスによって開業当初から2代目の日野・ポンチョが導入されており、このルートのみ、2ドアのロングボディの車両が使用されている。
2023年（令和5年）3月1日より、「神宮の杜ルート」でEVモーターズジャパン（EVM-J）社製の電気バスが2台導入されており、定員29名で航続距離は290kmとなっている。

### かつて使われていた車両
ハチ公バスの開業当初は、日野・ポンチョ（初代）としてボンネットの付いた車両が導入されていた。西東京市「はなバス」などで用いられたオーストラリア製のクセニッツとは異なり、ボンネットの長さを含めて全長が短く、ドアが片側1ヶ所に位置するため狭隘路線でも使用可能な点が評価されて導入された。ただし利用者増加に対応しきれなくなったことや車両の老朽化により、2008年（平成20年）頃から日野・ポンチョ（HX系）に代替が進んだ。
なお、2008年（平成20年）2月29日に開業したフジエクスプレスによる「神宮の杜ルート」では、当初から2ドアロングボディの日野・ポンチョ（HX系）が、他路線の2代目専用車と同じ位置付けで導入された。

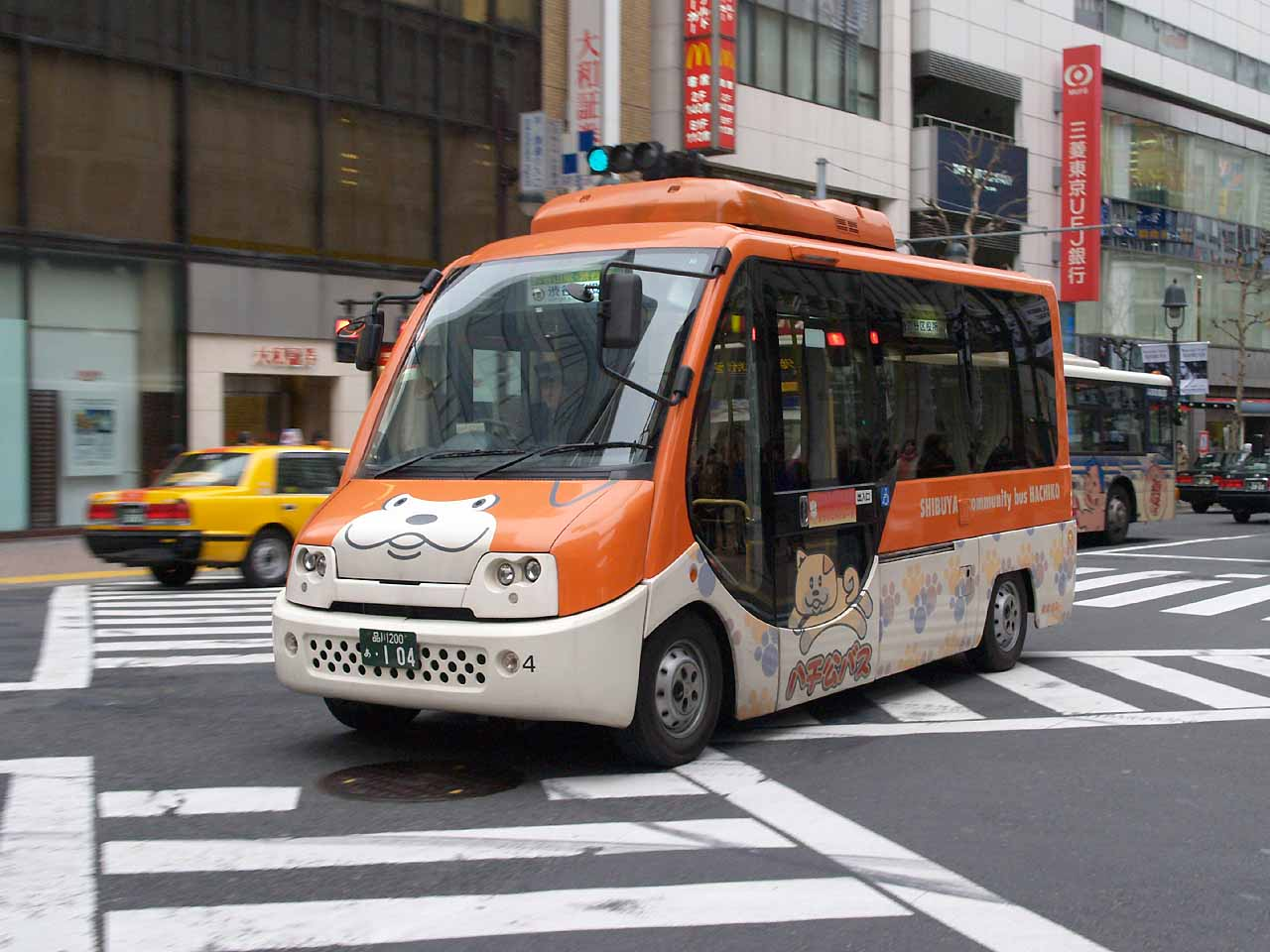
夕やけこやけルート （東急バス所属車両） 2008年1月撮影
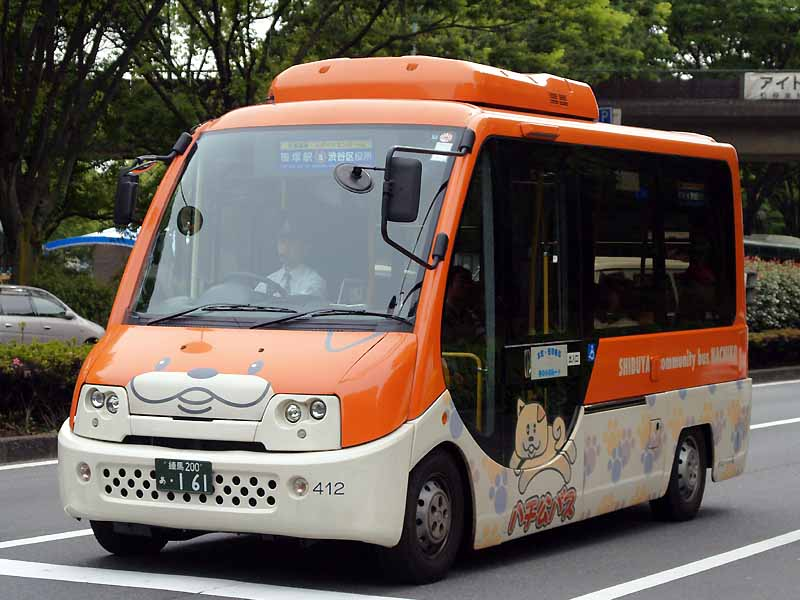
春の小川ルート （京王バス所属車両） 2007年5月撮影
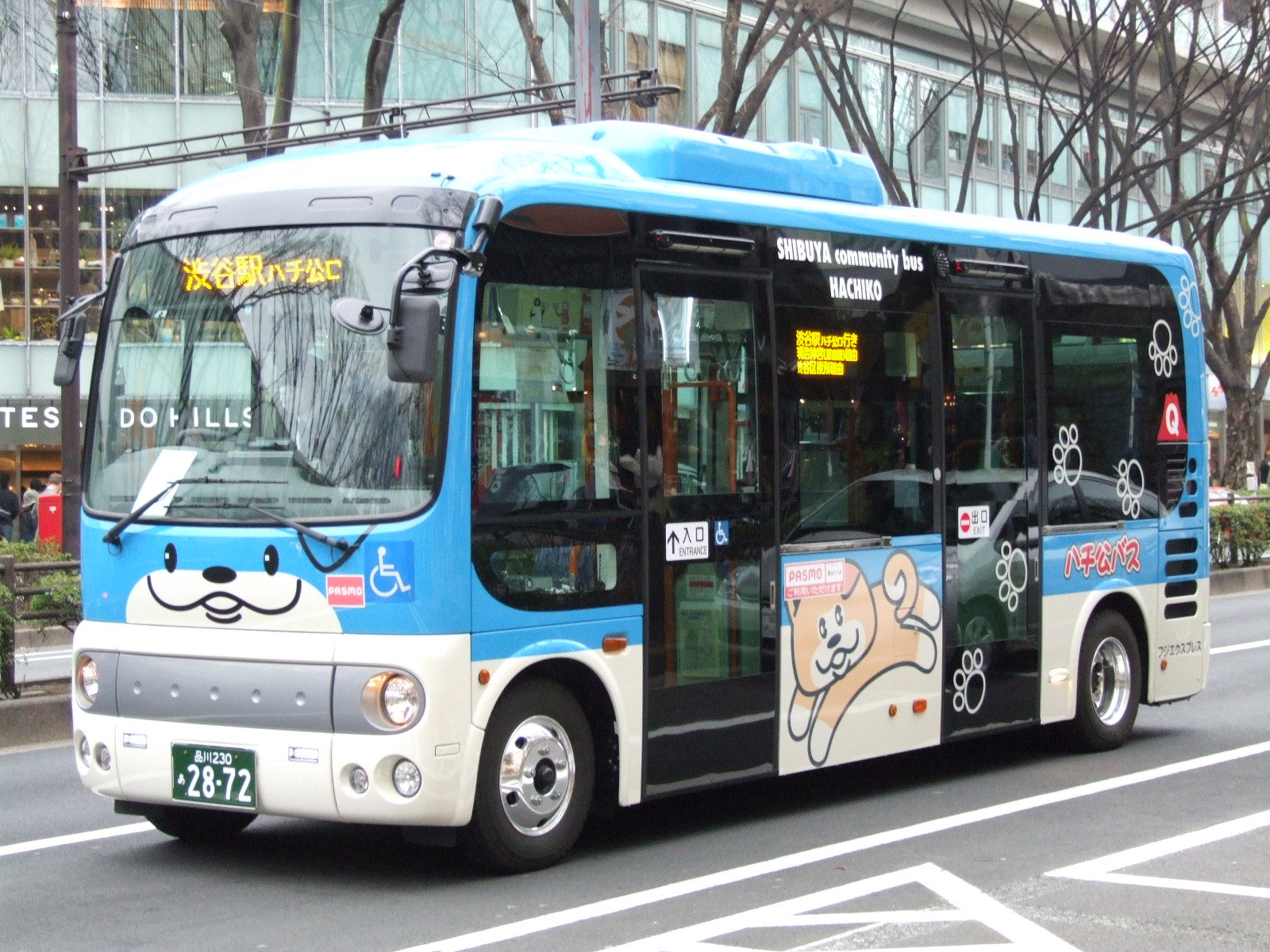
神宮の杜ルート （フジエクスプレス所属車両） 2008年3月撮影

## ハチ公バスのうた
『ハチ公バスのうた』は、当バスをテーマとした楽曲である。ミュージシャンの松浦美佳 (MIKA) が作詞・作曲し、武内洋子と原宿少年少女合唱団により歌唱されている。全ルートの車内放送に使用されているほか、2013年（平成25年）時点では渋谷区内のすべての小学校で校内放送としても使用されている。音源は商品化されていないが、楽曲製作者により区立各図書館にCDが寄贈されており、借り出すことができる。